# Thalestris rufoviolascens
Thalestris rufoviolascens is een eenoogkreeftjessoort uit de familie van de Thalestridae. De wetenschappelijke naam van de soort is voor het eerst geldig gepubliceerd in 1866 door Claus.